# Saturnusfest

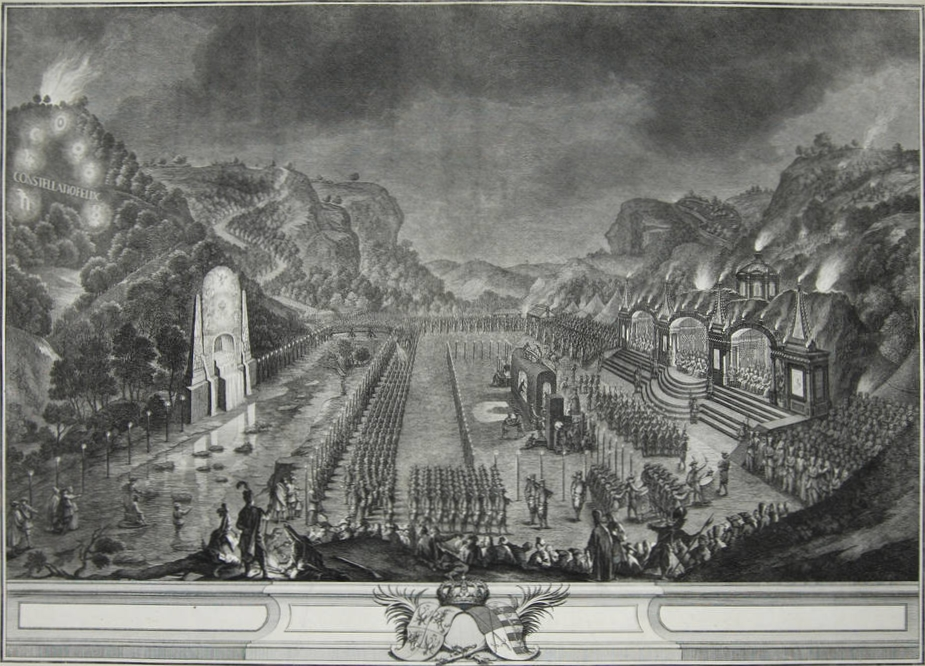
Seitliche Ansicht des Paradeplatzes. Rechts der Saturnustempel mit der Hochzeitsgesellschaft, links der illuminierte Weißeritzhang.

Das Saturnusfest (auch Saturnfest, Berghäuerfest) war ein bergmännisch geprägtes höfisches Fest, das am 26. September 1719 im Plauenschen Grund bei Dresden stattfand. Es bildete den Höhepunkt der Hochzeitsfeierlichkeiten von Kurprinz Friedrich August II., Sohn von König August dem Starken, mit der ältesten Tochter von Kaiser Joseph I., Erzherzogin Maria Josepha. Das Fest wird als Demonstration des Reichtums und der wirtschaftlichen Leistungskraft Kursachsens sowie als Apotheose auf August den Starken gewertet.

## Prolog
Nachdem August der Starke 1697 zum König von Polen gewählt worden war, strebte er nach einem Ausbau der Stellung des Hauses Wettin in Europa. Neben der Teilnahme Sachsen-Polens an militärischen Auseinandersetzungen wie dem Großen Nordischen Krieg waren es vor allem prunkvolle Feste seines sächsischen Hofstaats, die die Prachtentfaltung eines mächtigen und solventen Herrschers zum Ausdruck bringen sollten. Obwohl selbst nur vergängliche Kunst, sollten sie weit darüber hinaus wirken.
Auf diplomatischem Wege verfolgte er nahezu 20 Jahre den Plan, durch Vermählung mit dem Haus Habsburg seinen Nachfahren die Kaiserkrone zu sichern. Hierfür auserkoren war sein jüngerer, 1696 geborener Sohn Friedrich August, der die 1699 geborene Maria Josepha heiraten sollte. 1711 schickte er ihn auf die Grand Tour, auch um ihn damit der protestantischen Erziehung der Mutter Christiane Eberhardine zu entziehen. Heimlich wurde 1712 der Übertritt zum katholischen Glauben vollzogen, eine der Voraussetzungen für die Vermählung mit der katholischen Habsburgerin. Das wurde aber erst 1717 öffentlich gemacht. Nachdem Joseph I. 1711 starb, ohne einen Sohn zu hinterlassen, stieg sein noch kinderloser Bruder Karl VI. auf den Thron. Dieser änderte durch die Pragmatische Sanktion vom 19. April 1713 die Jahrhunderte gültige Thronfolgeregelung zu Gunsten seiner künftigen Kinder. Trotzdem hielt August an seinem Plan fest. Am 28. April 1718 gab Kaiser Karl VI. seine Erlaubnis zur Vermählung, zumal August versprochen hatte, die Regelung anzuerkennen.

## Vorbereitungen, Heirat in Wien und Feierlichkeiten in Dresden
Parallel zur Aushandlung des Ehevertrages begannen schon bald die Vorbereitungen für die Feierlichkeiten in Dresden. Diese sollten vier Wochen dauern und waren straff durchorganisiert. An jedem Tag gab es ein oder mehrere Ereignisse, und für jedes Ereignis waren teils hochrangige Verantwortliche eingesetzt. Für seine hochtrabenden Pläne hatte August aber nur etwa 18 Monate Zeit. Es waren nicht nur die Feste zu organisieren, sondern bedeutende Bauten wie der Dresdner Zwinger, das Opernhaus am Zwinger, das Taschenbergpalais und das Holländische Palais wurden neu erbaut, deren Fertigstellung mit Nachdruck vorangetrieben, oder umgebaut. Insgesamt waren über 1000 Fürsten, Grafen, Barone und Edelleute geladen, unterzubringen und zu verköstigen.
Für die vierwöchigen Feierlichkeiten hatte man als besondere Idee sieben Planetenfeste erkoren. Nach dem bereits überholten geozentrischen Weltbild waren das Sonne, Mond, Mars, Merkur, Jupiter, Venus und Saturn. Anm. 1 Diese sieben Planeten wurden unter das Motto Constellatio felix (lateinisch glückliche Sternenkonstellation) gestellt, die dem Paar beschieden sein sollte.
Nach der Brautwerbung am 13. August 1719 wurde die Heirat ohne großen Pomp am 20. August in Wien vollzogen. Anders dagegen in Dresden. Am 2. September zog Maria Josepha mit ihrem Gefolge an Bord des für 6000 Taler vergoldeten Prunkschiffs Bucentaur in Dresden ein. Dies war der Auftakt der Feierlichkeiten, die bis zum 30. September dauerten.

## Saturnusfest im Plauenschen Grund
Höhepunkt sollte das Saturnusfest werden. Die Saturnalien, eigentlich ein Bauernfest, wurden hier als Bergmannsfest inszeniert, um die Quelle des sächsischen Reichtums, das erzgebirgische Berg- und Hüttenwesen, gebührend in Szene zu setzen.

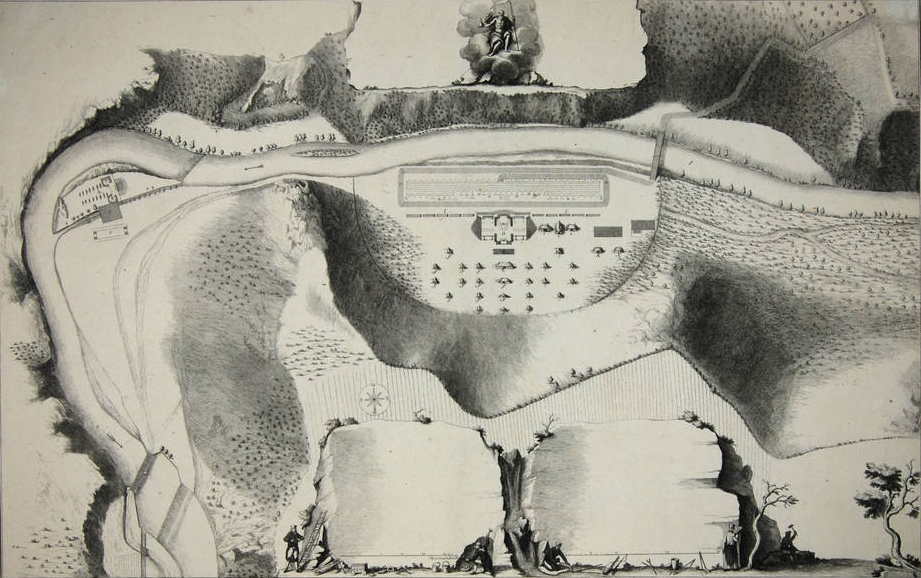
Lageplan des Saturnusfests. Links oben Jagdstand und Naturtheater, in der Mitte der Paradeplatz. Der Bergaufzug kam von rechts oben.

Als Kulisse wählte man den abgelegenen und damals noch wildromantischen Plauenschen Grund, einerseits am Rande des Elbtalkessels, aber trotzdem noch in der Nähe des Dresdner Hofes gelegen. Anm. 2 Verantwortlich für die Planung und Durchführung war Oberhofmarschall Woldemar Freiherr von Löwendal. Das Fest des Saturns, das eigentlich traditionsgemäß für Samstag, den 23. September angesetzt war, musste wegen schlechten Wetters auf Dienstag, den 26. September verschoben werden. Die herbeigerufenen Bergleute mussten in dieser Zeit untergebracht und verköstigt werden.
An diesem Tag waren drei Veranstaltungen angesetzt. Am frühen Nachmittag wurde eine Klopfjagd veranstaltet, bei der das Wild die Hänge des Plauenschen Grundes hinab in Richtung der Jagdgesellschaft getrieben wurde. Diese wartete gemütlich im Weißeritztal in der Nähe der Buschmühle in einem Schießstand. Hierbei wurden etwa 260 Stück Wild erlegt. An einer besonders steilen Stelle stürzten vier Hirsche und ein Bär die Felsen hinab. Der Bär überlebte und wurde schließlich durch August, die eigentliche Hauptperson des Festes, in der Weißeritz schwimmend erlegt. Anm. 3 Die Stelle, am Schweizerbett gelegen, hieß später auch Hirsch- oder Bärensprung und ging in den sächsischen Sagenschatz ein.
Anschließend war in unmittelbarer Nähe an der Schweizer Mühle die Vorführung einer italienischen Komödie angesetzt. Das Naturtheater war extra für diesen Zweck samt Bäumen und zwei Brunnen angelegt worden. Ein Harlekin schlüpfte nacheinander in die Rolle eines Jägers, eines Bergmanns und eines Alchimisten. Auch das eine Anspielung auf August, der hier als leidenschaftlicher Jäger, Herr des Bergbaus und Mäzen der europäischen Porzellanerfindung dargestellt wird.

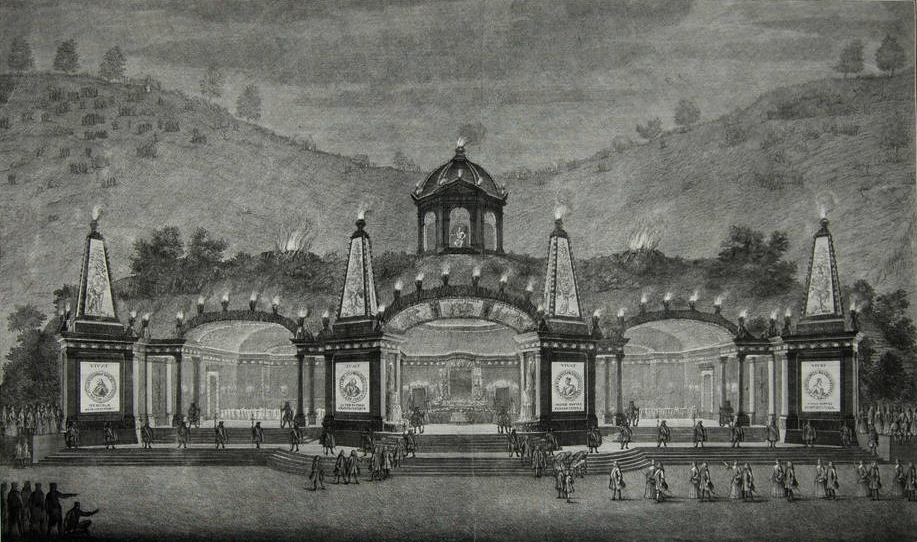
Frontalansicht des einem Bergwerk mit drei Mundlöchern nachempfundenen Saturnustempels.

Gegen 18 Uhr begab sich die Gesellschaft zum Saturnustempel. Dieser stand am linken Weißeritzufer und war ebenfalls eigens zu diesem Zweck errichtet worden. Er bestand aus drei Kuppeln, war etwa 50 m breit und hatte die Form eines Berges, in das drei Bergwerke führten. Oben thronte Saturnus, eine Bergbarte und eine Erzstufe haltend. Vier Pyramiden waren mit den Namen und Bildnissen von Friedrich August, Maria Josepha, August und Christiane Eberhardine versehen. Mehrere Feuer erweckten den Eindruck von Vulkanen. In der mittleren Kuppel war eine Tafel in Form eines A (für August) aufgestellt. Diese wurde von zahlreichen aus Zucker nachgebildeten Handsteinen geschmückt. Hinten im Raum stand ein Tisch mit den Geschenken. 350 als Janitscharen verkleidete Mitglieder einer Infanterieeinheit bedienten die Gäste. Ihnen wurde bereits ein Jahr vorher die Anweisung erteilt, sich türkische Bärte wachsen zu lassen. Der rechte Weißeritzhang zeigte zwei Illuminationen. Eine mit dem Spruch Constellatio felix und den Symbolen der sieben Elemente und eine Aureole mit den personifizierten Göttern und dem Monogramm des Königs als zentralem Element.

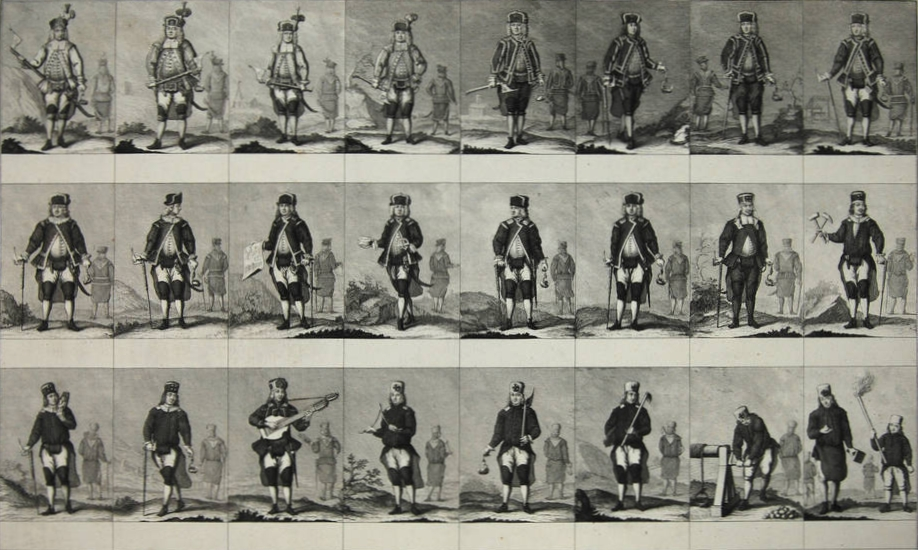
Standesgemäßes Berghabit

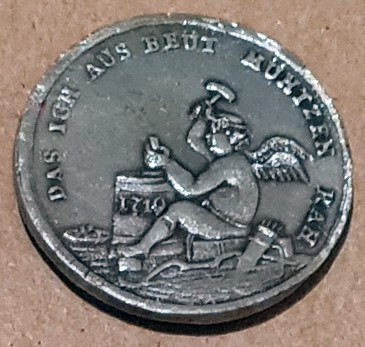
Auswurfjeton des Saturnusfests

In diesem Ambiente erwartete man den glanzvollen Höhepunkt des Festtages, den großen Bergaufzug. Besonderes Augenmerk wurde auf die Auswahl und das Erscheinungsbild der Bergleute gelegt. Diese sollten nicht zu alt und zu schwächlich, aber auch nicht zu jung sein. Immerhin war Kinderarbeit, wenn auch nicht unter Tage, damals üblich. Jedes sächsische Bergamtsrevier sollte Vertreter entsenden, um dem Paar zu huldigen. Und möglichst alle Berufsgruppen sollten vertreten sein. Um einen einheitlichen Auftritt der Bergleute zu gewährleisten, wurden von Bergrat August Beyer Vorschriften für ein Berghabit erlassen. Dieses umfasste einen schwarzen Grubenkittel, weiße Hosen und einen grünen Schachthut, dazu Arschleder, Kniebügel, Grubenlicht und Bergbarte. Die Kosten hierfür hatten die Bergleute selber zu tragen. Da das bei dem kärglichen Lohn oft nicht möglich war, streckte die Kammer die Kosten vor. Die beliefen sich auf über 1 Taler und wurden vom Lohn einbehalten. Dieses Berghabit wurde erst 1768 durch eine bergamtsspezifische Kleiderordnung abgelöst. Die höheren Bergbeamten trugen, ihrer Stellung angemessen, ein besonders prächtiges Habit. Freiherr von Löwendahl, der nicht nur Oberhofmarschall, sondern auch Oberbergwerksdirektor und Leiter des Geheimen Berggemaches war, trug ein goldgewirktes Gewand. Ihm kam auch die Ehre zu, den wertvollen Bergmannsschmuck von Johann Georg II. anzulegen, den dieser sich etwa 40 Jahre vorher als oberster Bergherr fertigen lassen hatte. Weitere hohe Bergbeamte des Hofes und des Sächsischen Oberbergamtes waren Bergkommissionsrat Carl Christian von Carlowitz zu Pferde, Oberberghauptmann Christoph Dietrich Vitzthum von Eckstädt und Berghauptmann Carl Christian von Tettau.
Die Paradestrecke führte die Berg- und Hüttenleute aus Richtung Coschütz kommend den gegenüberliegenden Hang hinunter in das Weißeritztal, wo sie eine heute nicht mehr vorhandene Holzbrücke überquerten. Eingeteilt in zwei Züge stellten sich die etwa 1600 fackeltragenden Bergleute im Schneckenzug schließlich vor der Gesellschaft auf. Eine besondere Attraktion bildeten die mitgeführten „Maschinen“. Der „Hohe Ofen“ war ein voll funktionstüchtiger Hochofen, mit dem während der Parade Silber geschmolzen wurde. Des Weiteren führte man eine „Münzmaschine“ vor, mit der man eine größere Anzahl an Auswurfjetons prägte. In insgesamt 170 Bildern wurden alle wichtigen Arbeitsgänge vorgeführt. Damit war die Parade gleichzeitig auch eine Leistungsschau der sächsischen rohstoffverarbeitenden Industrie. Anschließend wurde ein Bergreihen dargebracht und der Aufzug mit einem dreifachen Glückauf beendet.
Danach klang der Abend mit Tänzen aus, bis man gegen 1 Uhr in Richtung Dresden aufbrach.

## Darstellung in der Kunst
Die Bergparade des Saturnusfestes wurde durch einen unbekannten Volkskünstler in Form eines 38,40 Meter langen Frieses dargestellt. Dieser besteht aus über 100 kolorierten Einzelblättern, die jeweils 32 cm hoch und 20 cm breit sind. Die Reihenfolge der Darstellung ist ungewöhnlich, weil die ranghöchsten Bergbeamten nicht an der Spitze, sondern mitten im Zug reiten. Das jedoch wird verständlich, da sie zentral vor dem Tempel zu stehen kommen sollten. Das Original wird im Wissenschaftlichen Altbestand der Universitätsbibliothek der TU Bergakademie Freiberg aufbewahrt.
Weitaus bedeutender ist der Festbericht, den August in Auftrag gegeben hat. Diese Dokumentation wurde seit 1724 durch Raymond Leplat mit Nachdruck vorangetrieben. Doch erst 1730 waren die Entwürfe fertig. Diese wurden überwiegend von Carl Heinrich Jacob Fehling gefertigt, der auch als Architekt des Saturnustempels gilt. Die Ausführung des Werkes sollte durch bedeutende Kupferstecher im außergewöhnlich großen Format von 84 × 53 cm erfolgen. Allerdings blieb das ambitionierte Werk fragmentarisch, was vor allem an den Kosten lag. Alleine der venezianische Maler und Theaterarchitekt Andrea Zucchi veranschlagte für seine Arbeiten 90.000 Taler. Trotzdem liefern bereits die Vorarbeiten Fehlings einen starken Eindruck vom geplanten Werk. Die Abbildungen werden überwiegend im Kupferstichkabinett Dresden aufbewahrt.
Darüber hinaus gab August auch eine siebenteilige Medaillenfolge in Auftrag. Von jedem Planetenfest wurden 200 Silbermedaillen von etwa 48 mm Durchmesser geprägt. Stempelschneider war der Norweger Oluf Wif. Auch der damalige kursächsische Münzmeister Heinrich Paul Großkurt prägte für das Saturnusfest eine Medaille mit Saturnus, eine Erzstufe haltend.

## Epilog
Das Saturnusfest vom 26. September 1719 ist in die Geschichte des Bergbaus eingegangen als hervorragendes Beispiel für das Streben nach Repräsentation und Prachtentfaltung in der Zeit des Absolutismus. Es zählt zu den prunkvollsten Festen seiner Zeit.
Die Gesamtkosten für die Festwochen sind nicht überliefert, zumal viele Lieferanten in Vorleistung gehen mussten. Es wird jedoch geschätzt, dass sie etwa 6 Millionen Taler betrugen. Das war etwa das 20-fache des 300.000 Thaler umfassenden Jahresetats des Dresdner Hofes und verschuldete diesen über Jahrzehnte. Durch die Landstände bewilligt waren ursprünglich nur 125.000 Taler. Noch 1722 hatte alleine das Oberhofmarschallamt Außenstände in Höhe von 47.000 Talern. Großkurt musste überschuldet vor seinen Gläubigern fliehen, da er eigenes Gold und Silber für das Prägen der Münzen eingesetzt hatte. Und die Berg- und Hüttenleute hatten noch Jahre die Vorschüsse für das Berghabit abzuzahlen. Aber noch heute profitiert Dresden mit seinen Bauten von dem enormen Prestigegewinn.
Der aufwändige Tempel wurde später abgerissen und 1747, nachdem man eine Zufahrt geschaffen hatte, an dieser Stelle die Königsmühle errichtet.
Die Hoffnungen Augusts des Starken auf eine Stärkung der Position Sachsens erfüllten sich jedoch nur bedingt. Obwohl es in der Folge noch weitere Vermählungen zwischen dem Haus Wettin und dem Haus Habsburg gab, wurde keiner seiner Nachkommen Kaiser. Im Österreichischen Erbfolgekrieg (1740–1748) schlug sich Sachsen auf die Seite der Gegner von Maria Theresia, in der Hoffnung, die alte Erbfolgeregelung wieder herzustellen. Das misslang jedoch. Preußen ging sogar gestärkt aus dem Krieg hervor und bekam Schlesien zugesprochen. 1763 folgte der Verlust der polnischen Krone. Und 1815 musste Sachsen nach dem Wiener Kongress sogar große Teile seines Landes an Preußen abtreten, nachdem Napoleon Bonaparte die europäische Ordnung durcheinander gebracht hatte.

### Vermuteter Einfluss auf die erzgebirgische Weihnachtstradition
Igor Jenzen, der Direktor des Museums für Sächsische Volkskunst, vertritt die These, dass „die heute zentralen Elemente der erzgebirgischen Schnitzkunst wie Bergmann, Schwibbogen und Pyramide“ vom Saturnusfest inspiriert wurden. In ihrer Heimat hätten die Teilnehmer „wahrscheinlich kleine Modelle geschaffen, die den Saturntempel zum Vorbild hatten.“ Er bezweifelt u. a. „die Logik, dass die Situation im Berg die Weihnachtsbeleuchtung hervorgebracht hat. Es hätten nämlich nur wenige Bergleute im Berg gearbeitet und auch die nicht von morgens bis abends“, denn der übliche Schichtwechsel war mittags und „sie haben also alle die Sonne gesehen.“